# 凛!
『凛!』（りん、Rin!）は、竹内文香による日本の漫画作品。『マーガレット』（集英社）2011年17号から2012年12号まで連載された。単行本全3巻。

## 概要
高等学校の弓道部に所属する女子生徒達の人間関係を中心とし、悪しき伝統として残っているいじめや様々な嫌がらせに対して主人公が向き合う様をコメディタッチも含む形で描かれている。
弓道描写については初心者の練習が中心となっており、成長速度も現実的である。試合は部内の練習試合のみで的場の競技描写は20ページ未満である。立ち順表記は3人立で大前、二的、落。
単行本の巻末や余白ページには描き下ろし漫画や弓道の基礎知識がわかる「弓道入門」、作者が弓道をはじめたエピソードなどが掲載されている。また、1話ごとに作者がコメントを記載している。

## あらすじ
仲の良い友達と遊びまくっていたギャル系女子高生の的場凛花は楽しいと感じながらも物足りなさを感じていた。とあるきっかけで弓道部の水野剛英と出会う。弓道部であることをバカにして笑った凛花だが、剛英は弓道は「おもしろい」と真顔で即答する。凛花は興味本位で弓道場へ向かい、色々あって弓道部へ入部する。

## 登場人物

### 主要人物
的場 凛花（まとば りんか）
本作の主人公。15歳のギャル系女子高生。髪をオレンジ色に染めていて、化粧も濃く、両耳には複数のピアスを付けている。性格は明るく強引で行動力があり、頭が悪くあまり考えずに話す。意外と素直な面もある。左利きで普通の女子より腕力が高く、弓力は14〜15キログラム重である。弓道には真面目に取り組むようになるが、理不尽な事に対してはすぐに反抗的な態度をとる。部内試合では落として出場し、最終的には剛英の助言などもあり、射に集中して的に当てることができた。
水野 剛英（みずの たかひで） / ミンノ
弓道部部長。2年生。いわゆる「弓道バカ」である。突然弓道部に来た凛花を面白がっていたが、数日でサボった凛花に対し退部をすすめる。凛花が基礎トレーニングを真面目にこなすようになると基礎的な事を教えるようになる。初期は杏と付き合っていたが、無意識に凛花を見ているのを指摘されフラれた。
依香（よりか）
2年生の弓道部員。心優しい性格で、途中から弓道部へ入った凛花に対しても優しく指導してくれる。たれ目で眉毛が太く、弓を引く時は髪を後ろで束ねている。凛花は「まゆ毛ちゃんセンパイ」と呼んでいる。部内試合では凛花と同じチームの二的（中）を務めた。

### 弓道部
ミンノ以外も男子部員はいるが全くといっていいほど登場しない。

#### 2年生女子部員
依香以外の2年生は日頃から1年生に対していじめを行っており、基本的に意地の悪い性格をしている。凛花が3年生に意見した後に和解した。
杏（あん）
現在の部長。プライドが高く、気に入らない凛花を追い払う為に初心者には難しく危険なことをやらせる。凛花がつけていた4万円のウィッグを1年生に切り裂かせたり、歓迎の条件として2年生いいなりになって顔色を伺いながら部活を続けるよう提案するなど常軌を逸した行動が多い。交際していた剛英の言うことは多少聞いていた。後に剛英が凛花にちょっかいを出す事が耐えられなくなり、凛花を呼び出して仲良くしないように頼み込み、凛花はそれを受け入れた。その後、剛英がすでに自分を見ていないことに気づき、自分から振った。髪型はショートボブ。自らが1年生の頃は誰よりも現・3年生達に抵抗していた。部内試合では凛花と同じチームの大前を務めた。
亜未（あみ） / あみあみセンパイ
前髪を編みこんでいる。素手で叩く、蹴るなど腕力を使った嫌がらせをする。1年生には威圧的に話しかける。
眞子（まこ） / ブラぱつセンパイ
黒髪ショートボブ。足で転ばせたり道具を使って殴るなど嫌がらせの幅が広い。挑発に乗りやすい。的中率が高い。
瞳美（ひとみ） / ぷっちょりーにセンパイ
腹周りの脂肪が厚いデブ。羽交い絞め担当。
早苗（さなえ） / ホクロンセンパイ
ウェーブがかった髪を左に流している。右目の下にほくろがある。影が薄い。髪を引っ張る。

#### 1年生女子部員
先輩の行動に対し不満を持ちながらも従っている。部活をやめたいと言った部員が転校するほど酷いいじめを受けたため、残った4人は怖くて言い出せない。
春菜（はるな）
二重瞼、後ろで髪を結んで左に流している。
夏葉（なつは）
吊り目で二重瞼、ショートヘアで前髪を上げて額を出している。1年生の中では出番が多い。
秋実（あきみ）
垂れ目で二重瞼、長めのボブヘア。
冬果（とうか）
垂れ目で黒い髪をお団子ヘアにしている。弓道経験者。

#### 3年生部員
引退後もたまに2年生をいじめるために弓道部に現れる悪しき伝統を受け継いでいた先輩達。また来ると捨て台詞を残したがその後は登場しなかった。

### 凛花の友人
凛花とつるんでよくカラオケ、映画、ショッピングなどに行き遊んでいる凛花の同級生。うるさいことで学内の生徒に有名であり、全員学業の成績は悪い。
すーちゃん
黒髪で後頭部を団子状にまとめている。凛花が弓道部に入ってもどうせ続かないと思っていた。しかし凛花が部活にのめりこみメールやブログへの反応をしなくなると無視するなど冷たい態度を取る。年上好き。
アリス
ふわっとした長いウェーブヘアに大きなリボンをつけている。背が高くたれ目。ブログを書いている。年上好き。
ヒロ
背が高く、前髪を上げて両耳にピアスをしている。
かっちゃん
サラサラヘア。作中で16歳の誕生日を迎える。

### その他の人物
滝川（たきがわ）
教士九段の老人男性。禿げ頭で目が隠れるほどの白い眉毛が特徴。弓を持って電車に乗っていただけで凛花に後をつけられた。「タッキー」というあだ名をつけられる。夏休みに特別講師として県内の高校を訪れており、凛花に的の狙い方を教えた。

### 新入部員編の登場人物
丸山 藍（まるやま あい） / マルちゃん
新入部員編の主人公。凛花の1つ年下。二重瞼で髪型はショートボブ。引っ込み思案で人の意見に流されやすい性格。最初は弓道に全く興味がなかったが、凛花と関わり徐々に惹かれて最終的には入部した。
よっちゃん
藍の友人。藍を部活見学に誘い、弓道部の練習を見て気に入り、藍も強引に仮入部させた。基礎トレーニングや覚えることの多さ、遊びたいという理由から本入部はせず、藍にも一緒にやめようと提案した。明るい性格で行動力がある。髪型は短めのアップ。

## 書誌情報
- 竹内文香 『凛!』 集英社 〈マーガレットコミックス〉、全3巻
  1. 2011年12月22日発売[3]、『マーガレット』2011年17号[1] - 23号、ISBN 978-4-08-846729-0
    - ごあいさつ（描きおろし）

  2. 2012年4月25日発売[4]、『マーガレット』2011年24号 - 2012年7号、ISBN 978-4-08-846764-1
    - まゆ毛ちゃんの苦悩[5]（『マーガレット』2012年5号）
    - 弓道入門☆（『マーガレット』2011年24号別冊ふろく『マーガレットmini』）
    - ごあいさつ（描きおろし）
    - 質問に答えさせていただきます!!（描きおろし）
    - 弓道をはじめたキッカケ。（描きおろし）
    - ブタさんの4コマ（描きおろし）

  3. 2012年8月24日発売[6]、『マーガレット』2012年9号 - 12号[2]、ISBN 978-4-08-846814-3
    - 凛! 新入部員編[7]（『ザ マーガレット』2012年8月号）
    - ワケあり女子高生[8]（『マーガレット』2011年11号）
    - ごあいさつ（描きおろし）
    - 凛!を振り返って。（描きおろし）

## 取材協力
- 愛知県弓道連盟[9]